# 학점은행제
학점은행제는「학점인정 등에 관한 법률」, (법률 제 11690호)에 의거하여 학교에서 뿐만 아니라 학교 밖에서 이루어지는 다양한 형태의 학습과 자격을 학점으로 인정하고, 학점이 누적되어 일정 기준을 충족하면 학위취득을 가능하게 함으로써 궁극적으로 열린 교육사회, 평생학습사회를 구현하기 위한 제도이다. 영어로는 Academic Credit Bank System이라고 한다.

## 도입배경
1995년 5월, 대통령 직속 교육개혁위원회는 열린 평생학습사회의 발전을 조성하는 새로운 교육체제에 대한 비전을 제시하면서, 학점은행제를 제안하였으며 학점인정 등에 관한 법률 등 관련 법령을 제정하고 1998년 3월부터 시행하게 되었다.
- 국민의 평생 학습권 보장 및 학습경험의 다양화
- 대학교육 불수혜 집단을 위한 대안적 방식의 대학 학력 취득 기회 제공
- 교육 부문 간 균형 발전을 위한 평생교육 이수 결과의 제도적 인정
- 교육력 극대화를 위한 평생교육과 학교교육 간의 연계 강화

## 학점취득방법
- 평가인정 학습과목 이수
- 시간제등록을 통한 과목 이수
- 독학학위제 시험합격 및 시험면제과정 이수
- 학점인정대상학교에서의 과목 이수
- 국가(공인민간)자격 취득
- 중요무형문화재 보유 및 전수교육 이수

## 해외에서의 인정 현황
영국, 스위스, 핀란드 등 몇개 국가의 몇개 대학에서 학점은행제 학력이 인정되어 학점은행제 출신 학생도 편입학을 할 수 있다.

## 학점은행제 전공 한계
학점은행제 표준교육과정에는 여러 전공이 나와 있으나 평가인정 학습과목 개설은 교육훈련기관 몫이다. 교육훈련기관에서는 수요를 추측하여 수업을 개설하고 인가절차를 밟기 때문에 수요가 없는 전공 수업은 개설되지 않는다고 보면 된다. 다만 전공학점을 대체할 수 있는 국가자격증이 많은 학점은행 전공의 경우에는 국가(공인민간)자격증을 다수 취득함으로서 학위발급요건을 충족할 수 있다. 이와 관련된 학점은행제 사례를 검색할 수 있다. 사례는 웹상에서 검색하면서 직접 찾아보고, 나와 알맞은 사례들을 알아보는 것이 가장 바람직하다.

## 같이 보기
- 독학학위제
- 한국방송통신대학교
- 사이버대학
- 국가평생교육진흥원

## 외부 링
- 국가평생교육진흥원 학점은행